# Lycodes gracilis
Lycodes gracilis is een straalvinnige vissensoort uit de familie van de puitalen (Zoarcidae). De wetenschappelijke naam van de soort werd in 1867 gepubliceerd door Michael Sars.

## Synoniemen
- Lycodes lugubris Lütken, 1880[2]